# Reproductive Freedom for All

Logo von Reproductive Freedom for All

Reproductive Freedom for All, ehemals „NARAL Pro-Choice America“, ist eine politische Vereinigung in den Vereinigten Staaten, deren Hauptziel ein freierer Zugang zu Abtreibungseingriffen ist (Pro-Choice).
Die Gruppe wurde 1968 von Bernard Nathanson, Larry Lader und Betty Friedan als National Association for the Repeal of Abortion Laws gegründet. Nathanson verließ die Gruppe später und wurde zum engagierten Abtreibungsgegner. Es folgten zwei Umbenennungen (National Abortion Rights Action League und etwas später National Abortion & Reproductive Rights Action League) in der Folge der Prozesse Roe v. Wade (1973). Dabei wurde das Recht auf einen Schwangerschaftsabbruch durch das Supreme Court of the United States direkt aus dem Recht auf Privatsphäre abgeleitet. Der Name wurde 2003 zugunsten des kürzeren aufgegeben. 2004 war sie einer der Träger des March for Women’s Lives.

## Liste der Vorsitzenden
- Karen Mulhauser (1974–1982)
- Kate Michelman (1982–2004)
- Nancy Keenan (seit 2004)

Spät in der Vorwahl der Wahlkampf um die US-Präsidentschaft gab NARAL eine Wahlempfehlung für Barack Obama. Wie die ganze Pro-Choice-Bewegung war auch NARAL in dieser Frage gespalten. Die Entscheidung war auch intern kontrovers. Einzig in der Ablehnung von John McCains Positionen kam man überein.